# Schizonycha squamulosa
Schizonycha squamulosa är en skalbaggsart som beskrevs av Moser 1914. Schizonycha squamulosa ingår i släktet Schizonycha och familjen Melolonthidae. Inga underarter finns listade i Catalogue of Life.